# Anselmo Crew
Az Anselmo Crew 2002-ben alakult magyar világzenei együttes.
Főleg városi tánczenéket játszanak (hiphop, salsa, d'n'b, dancehall stb.) latin-amerikai, afrikai és balkáni dallamokkal fűszerezve.

## Diszkográfia
Passport, bitte…! (CrossRoads Records, 2004)
	
Urban Snacks (Mama Records, 2007)
		 
Sex & Violence (NarRator Records, 2009)	 
	
Mud Not Gold (Szerzői kiadás, EP, 2011)